# Сријане
Сријане су насељено место у саставу града Омиша, Сплитско-далматинска жупанија, Република Хрватска.

## Историја
До територијалне реорганизације у Хрватској налазиле су се у саставу старе општине Омиш.

## Становништво
На попису становништва 2011. године, Сријане су имале 270 становника.
| Број становника по пописима | Број становника по пописима | Број становника по пописима | Број становника по пописима | Број становника по пописима | Број становника по пописима | Број становника по пописима | Број становника по пописима | Број становника по пописима | Број становника по пописима | Број становника по пописима | Број становника по пописима | Број становника по пописима | Број становника по пописима | Број становника по пописима | Број становника по пописима |
| --------------------------- | --------------------------- | --------------------------- | --------------------------- | --------------------------- | --------------------------- | --------------------------- | --------------------------- | --------------------------- | --------------------------- | --------------------------- | --------------------------- | --------------------------- | --------------------------- | --------------------------- | --------------------------- |
| 1857                        | 1869                        | 1880                        | 1890                        | 1900                        | 1910                        | 1921                        | 1931                        | 1948                        | 1953                        | 1961                        | 1971                        | 1981                        | 1991                        | 2001                        | 2011                        |
| 430                         | 561                         | 541                         | 531                         | 595                         | 666                         | 693                         | 674                         | 790                         | 763                         | 1.438                       | 630                         | 464                         | 325                         | 263                         | 270                         |

Напомена: У 1991. повећано за део подручја насеља Доњи Долац, где је и садржан део података од 1857. до 1961.

### Попис1991.
На попису становништва 1991. године, насељено место Сријане је имало 325 становника, следећег националног састава:
| Попис 1991.‍  | Попис 1991.‍  | Попис 1991.‍ | Попис 1991.‍ | Попис 1991.‍ |
| ------------ | ------------ | ----------- | ----------- | ----------- |
|              |              |             |             |             |
| Хрвати       | Хрвати       |             | 322         | 99,07%      |
| Срби         | Срби         |             | 1           | 0,30%       |
| регион. опр. | регион. опр. |             | 1           | 0,30%       |
| непознато    | непознато    |             | 1           | 0,30%       |
| укупно: 325  |              |             |             |             |